# Barbie: Game Girl
Barbie: Game Girl est un jeu vidéo d'action et de plates-formes développé par Imagineering et édité par Hi-Tech Expressions, sorti en 1992 sur Game Boy.

## Accueil
- Aktueller Software Markt : 3/12[1]
- Power Unlimited : 6,5/10[2]